# Maximilian Njegovan
Maximilian Njegovan (Zagreb, 31 oktober 1858 – 1 juli 1930) was een Oostenrijks-Hongaarse marine-officier.

## Biografie
Nadat hij was afgestudeerd aan de mariene academie van de Kaiserliche und Königliche Kriegsmarine in Rijeka, begon hij aan een mariene carrière in Pula (Kroatië), 1877. Hij werd gepromoveerd tot Contre-Admiraal in 1911 en Viceadmiraal in 1913. Hij werd benoemd tot opperbevelhebber van de Kriegsmarine en de vloot na de dood van Großadmiral (Grootadmiraal) Anton Haus in 1917.
Later dat jaar overwogen Keizer Wilhelm II van Duitsland en Keizer Karel I van Oostenrijk een invasie van Venetië met de hele vloot, maar Njegovan maakte onmiskenbaar bezwaar tegen dit idee. Enkele maanden later, na de Golf van Kotor muiterij werd hij vervangen door Linienschiffkapitaen Miklós Horthy en pensioneerde in Pula. Hij werd begraven op de Mirogoj begraafplaats in Zagreb.
Haus (jul 1914-feb 1917) · Njegovan (feb 1917-feb 1918) · Horthy (feb 1918-nov 1918)